# YCT529

YCT-529

YCT529 – niehormonalny środek antykoncepcyjny dla mężczyzn, opracowany przez firmę biotechnologiczną YourChoice Therapeutics we współpracy z prof. Gunda Georg z Uniwersytetu Minnesoty. Działa jako selektywny antagonista receptora kwasu retinowego alfa (RAR-α), kluczowego dla procesu spermatogenezy.

## Badania przedkliniczne
W badaniach przedklinicznych z udziałem samców myszy YCT529 wykazał 99% skuteczności w zapobieganiu ciąży. Bezpłodność występowała po około czterech tygodniach stosowania. Efekt antykoncepcyjny był całkowicie odwracalny – płodność wracała w ciągu czterech do sześciu tygodni od zakończenia kuracji. Podczas badań nie zaobserwowano istotnych skutków ubocznych. Podobne wyniki uzyskano w badaniach na naczelnych – liczba plemników znacząco spadała już po dwóch tygodniach stosowania preparatu, a płodność szybko powracała po jego odstawieniu.

## Badania kliniczne
Pierwsza faza badań klinicznych rozpoczęła się w grudniu 2023 roku w Wielkiej Brytanii i została przeprowadzona przez firmę Quotient Sciences. Celem było określenie bezpieczeństwa, tolerancji, farmakokinetyki i farmakodynamiki pojedynczych doustnych dawek YCT529 u 16 zdrowych, dorosłych mężczyzn. Wstępne wyniki wykazały dobrą tolerancję preparatu i brak poważnych działań niepożądanych. Po zakończeniu fazy 1, mimo braku opublikowanych wyników, rozpoczęto fazę 2 badań klinicznych. Obecnie prowadzi się je w Nowej Zelandii z udziałem mężczyzn oczekujących na wazektomię lub takich, którzy nie planują posiadania potomstwa.